# Paris (Pennsylvanie)
Pour les articles homonymes, voir Paris (homonymie).
Paris est une census-designated place située dans le comté de Washington, dans le Commonwealth de Pennsylvanie, aux États-Unis. 

## Population
Sa population s’élevait à 732 habitants lors du recensement de 2010.

## Source
- (en) Cet article est partiellement ou en totalité issu de l’article de Wikipédia en anglais intitulé « Paris, Pennsylvania » (voir la liste des auteurs).